# Vera Schalburg
Vera Schalburg (n. 23 noiembrie 1907 în Siberia (Barnaul) - dispărută) a fost o spioană germană care probabil a fost agent dublu, german și britanic.

## Date biografice
Vera Schalburg a fost nepoata unui amiral rus, tatăl a fost danez, iar fratele ei comerciantul Christian Frederik von Schalburg. În 1917 emigrează în Danemarca de unde se mută la Paris. În Paris este dansatoare, prin anii 1930 este șantajată și bătută pentru a deveni agentă sovietică. Prin intermediul fratelui contactează seviciul secret german, unde îl va cunoaște pe ofițerul Hilmar Dierks, care se îndrăgostește de ea și o duce la Hamburg. După victoria asupra Franței, Germania se pregătește pentru invadarea Marii Britanii. În noaptea de 29/30 septembrie 1940, Vera von Schalburg împreună cu un grup de spioni germani sunt parașutați în Scoția, toți agenții germani sunt lichidați cu excepția Verei care cade prionzionera și în anul 1945 dispare fără urmă. Un fost agent secret german, Nikolaus Ritter scrie în 1972 despre Vera ea a fost una dintre cele mai frumoase agente secrete, fiind considerată de bărbați o femeie irezistibilă. Viața ei a fost transpusă prin filmul Spioana în anul 2012 pe micul ecran. Rolul Verei fiind jucat de Valerie Niehaus.